# 林岳东站
林岳东站是佛山地铁2号线的一个车站，也是南海有轨电车1号线的东端终点站。两线车站分别位于中国广东省佛山市南海区林岳大道港口南路口的东西两侧。地铁车站于2021年12月28日随佛山地铁2号线一期开通而启用；有轨电车车站则于2022年11月29日随南海有轨电车1号线后通段开通而启用。
現時，本站2号线和南海有轨1号线车站为两个互不相通的站体，相距约500m。目前运营方在线网图中将林岳东站标注为出站换乘，且两站英文站名的拼法亦有差异。因邻站林岳西站已能进行2号线和南海有轨电车1号线的站内换乘，因此现时运营方均建议在林岳西站进行两线的换乘。
未来在同样途经本站的11号线建成开通后，三线车站才会连通，成为三线换乘车站。
2号线车站与林岳西站附近的林岳综合维修基地（又称“林岳车辆段”）接轨。

## 车站结构

### 2号线

#### 车站楼层
2号线车站共有两层：地面为车站各出入口及站廳，地下一層為2號綫月台。车站亦已为11号线预留部分结构。
| 地面     | 2号线站厅            | 售票機、客服中心、商店、警务室、安检设施 车站出入口 |  |  |
| 地下一层 | 2 站台               | █2号线 南庄方向（下站：林岳西）                     |  |  |
|          | 岛式站台             |                                                     |  |  |
|          | 1 站台               | █2号线 广州南站方向（下站：广州南站）               |  |  |
| 地下二层 | 预留结构             | 预留 █11号线 车站部分结构                           |  |  |
| 地下三层 |                      | 預留 █11号线                                        |  |  |
|          | 預留島式站台部分結構 |                                                     |  |  |
|          |                      | 預留 █11号线                                        |  |  |

#### 站台
本站2号线设有一个岛式站台，位于林岳大道港口南路口东南侧的地底，卫生间设于站台往广州南站方向的一端。

#### 出入口
本站2号线设有2个出入口供乘客进出。
|                                 |                                  |      |          |                                              |
| 編號                            | 无障碍设施                       | 图片 | 出口指示 | 建議前往的目的地                             |
| A                               | 盲道标志 · 无障碍通道标志 · 同层 |      | 林岳大道 | 港口南路、港口南路路口公交站、海怡大桥公交站 |
| B                               | 盲道标志 · 无障碍通道标志 · 同层 |      | 林岳大道 | 港口南路路口公交站、海怡大桥公交站           |
| 註： 設有 \| 設有 \| 設於同一層 |                                  |      |          |                                              |

### 南海有轨1号线

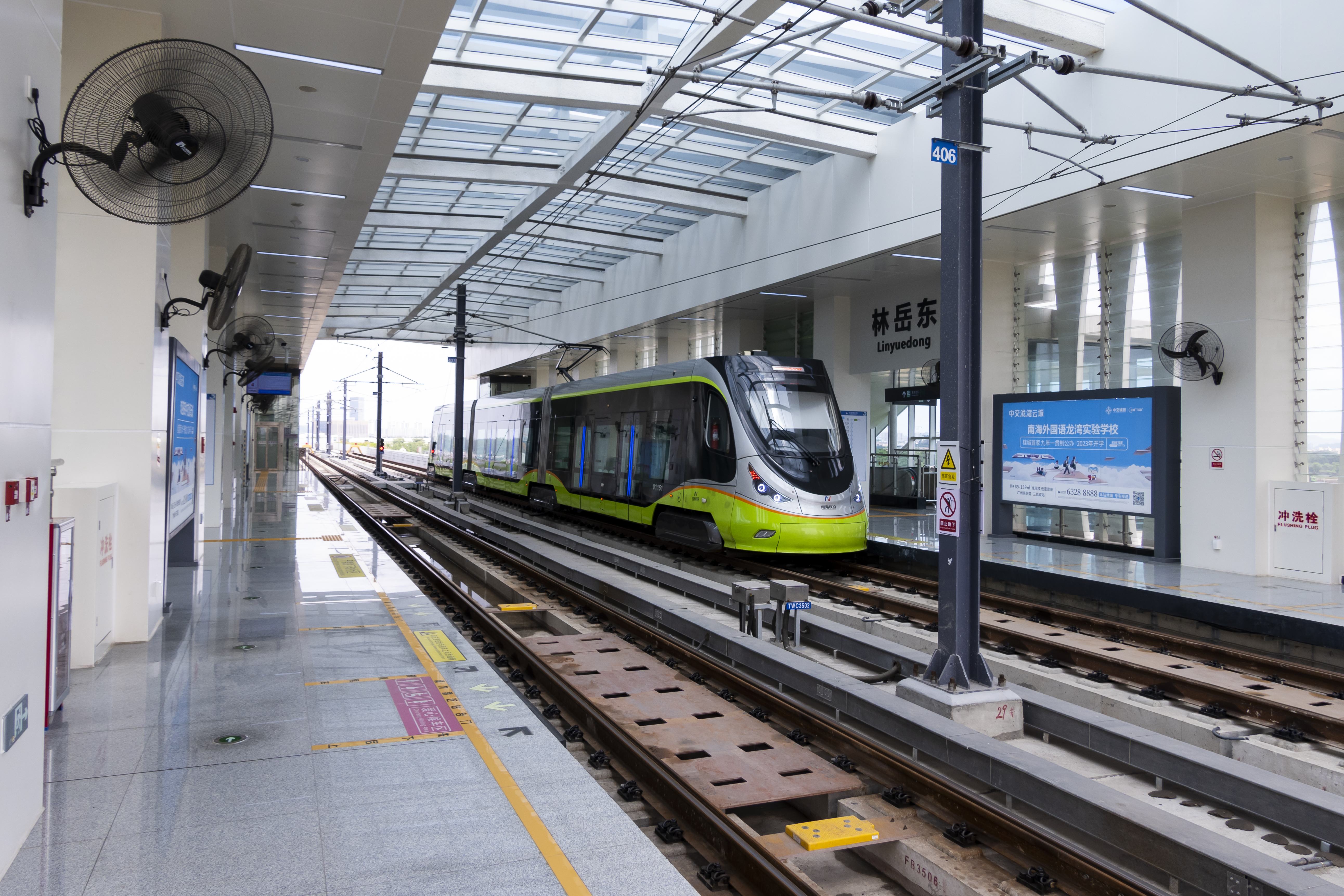
有轨1号线站台

#### 车站楼层
南海有轨1号线车站共有三层：地面为车站出入口，地上二层为站厅，地上三层为站台。
| 地上三层 | 侧式站台          | 侧式站台                                 | 侧式站台 | 侧式站台 |
|          | 1 站台            | █南海有轨1号线 𧒽崗方向（下站：林岳西）  |          |          |
|          | 2 站台            | █南海有轨1号线 𧒽崗方向（下站：林岳西）  |          |          |
|          | 侧式站台          |                                          |          |          |
| 地上二层 | 南海有轨1号线站厅 | 售票機、客服中心、商店、警务室、安检设施 |          |          |
| 地面     |                   | 车站出入口                               |          |          |

#### 站台
南海有轨1号线车站设有两个高架侧式站台。位于林岳大道港口南路口西侧上空。因该线以本站为终点站，站台西侧设有交叉渡线供列车站前折返。开通至今本站常态只会使用北侧的1号站台，而位于南侧的2号站台则作为备用站台，站厅层通往2号站台的扶梯亦被铁栏杆锁上。

#### 出入口
南海有轨1号线车站设有2个出入口供乘客进出。
|                           |                           |      |          |                                                      |
| 編號                      | 无障碍设施                | 图片 | 出口指示 | 建議前往的目的地                                     |
| A                         | 升降机标志 · 扶手电梯标志 |      | 林岳大道 | 港口南路、海怡大桥公交站（东行）                     |
| B                         | 升降机标志                |      | 林岳大道 | 港口南路、港口南路路口公交站、海怡大桥公交站（西行） |
| 註： 設有 \| 設有扶手電梯 |                           |      |          |                                                      |

## 接驳交通
本站附近设有港口南路路口和海怡大桥两个公交站。
| 公交 \| 编号 \| 编号 \| 线路 \| 线路 \| 线路 \| 收费 \| 备注 \| \| -------------------- \| ------ \| ------------------------------ \| --------------------- \| --------------------- \| --------------------- \| ------------------------ \| \| \| 佛211 \| （佛山）大沥汽车客运站 \| 全程 ⇆ \| 广州南站 \| 4元 \| \| \| （佛山）海五桂澜路口 \| 佛211 \| 特班 → \| \| 广州南站 \| 4元 \| \| \| \| 佛桂12 \| （佛山）环岛南路中（保利滨湖） \| ⇆ \| （广州）芳村西塱 \| 2元 \| \| \| \| 佛桂11 \| （佛山）保利心语花园 \| ↺ \| （广州）广州南站 \| 2元 \| \| \| \| K201 \| （佛山）南海快线枢纽中心 \| ⇆ \| 广州南站 \| 4元 \| 原 广州南站快线、南海快3 \| \| \| 广309A \| 已于2024年7月29日停办 \| 已于2024年7月29日停办 \| 已于2024年7月29日停办 \| 已于2024年7月29日停办 \| 已于2024年7月29日停办 \| |        |                                |                       |                       |                       |                          |
| 编号 | 编号   | 线路                           | 线路                  | 线路                  | 收费                  | 备注                     |
| | 佛211  | （佛山）大沥汽车客运站         | 全程 ⇆                | 广州南站              | 4元                   |                          |
| （佛山）海五桂澜路口 | 佛211  | 特班 →                         |                       | 广州南站              | 4元                   |                          |
| | 佛桂12 | （佛山）环岛南路中（保利滨湖） | ⇆                     | （广州）芳村西塱      | 2元                   |                          |
| | 佛桂11 | （佛山）保利心语花园           | ↺                     | （广州）广州南站      | 2元                   |                          |
| | K201   | （佛山）南海快线枢纽中心       | ⇆                     | 广州南站              | 4元                   | 原 广州南站快线、南海快3 |
| | 广309A | 已于2024年7月29日停办          | 已于2024年7月29日停办 | 已于2024年7月29日停办 | 已于2024年7月29日停办 | 已于2024年7月29日停办    |

## 利用状况
本站周边大部分均为待开发之绿地，以北有部分村屋、以南地块仍在进行建筑施工。且车站现时未能实现两线换乘，因此现时全天两线列车在抵达本站时都几乎无人上下车，两线车站都非常冷清。

## 历史

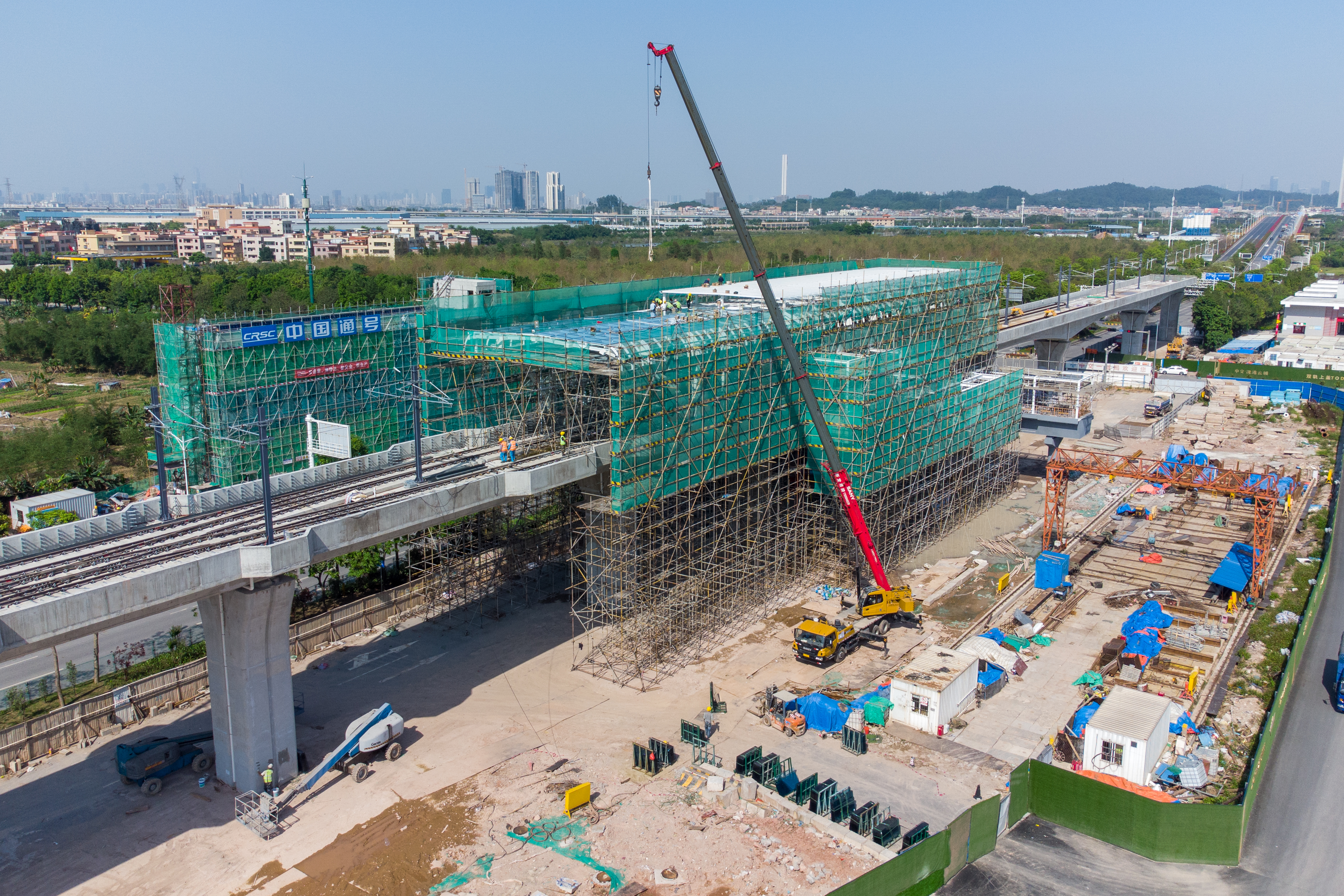
建设中的南海有轨1号线车站（2022年4月）

本站在规划和施工期间均称为林岳东站，命名来源于车站位于林岳村东侧，并在2号线开通前夕确认作为正式站名。
车站早期规划时为2号线和南海新交通（现南海有轨电车1号线）的中途站。其后新交通规划变更为沿泰山路行走，终点站亦变更至林岳西站，本站成为2号线普通中途站。
其后佛山市轨道交通线网规划重新修編，新增11号线经过本站设置换乘。2号线车站因而修改设计，为11号线作出换乘预留。2021年1月初新交通确定从林岳西站继续延伸至本站作为终点站，但此時2号线车站当时已经完工而無法再次更改設計預留與南海新交通1号线的换乘。因此南海新交通1号线车站改为设置在港口路西侧，并通过修建与11号线车站的换乘通道，实现三线站内换乘。
2021年12月28日，本站2号线部分啟用；2022年11月29日，本站南海有轨电车1号线部分启用。启用后初期运营方曾直接把两线车站视作非换乘站，分别标示。

## 未来发展

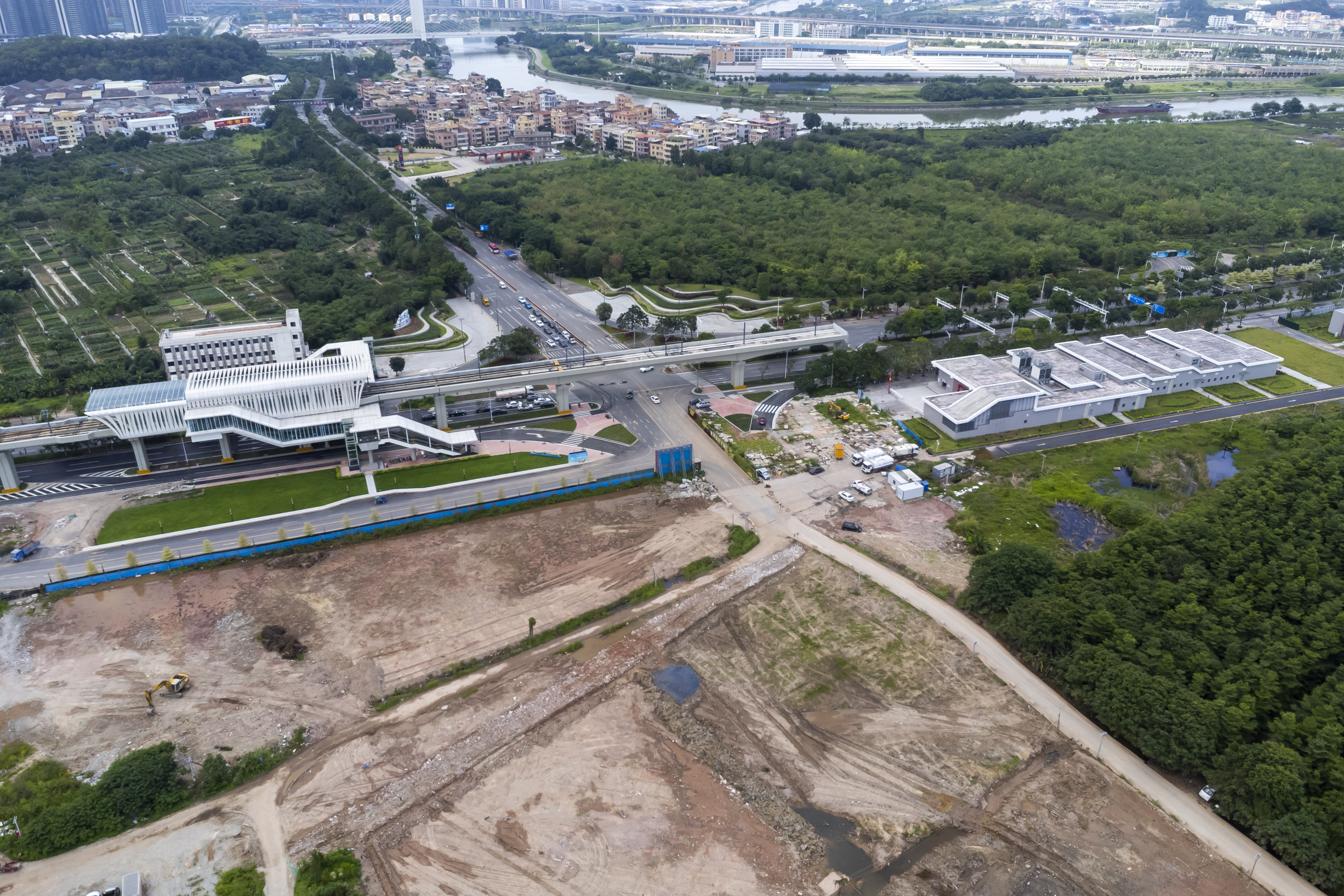
2号线及有轨1号线车站现状；11号线车站将建于图中下侧位置（2023年5月）

在建的佛山地铁11号线将设有林岳东站，与2号线和南海有轨1号线实现三线换乘。
由于南海有轨电车1号线的早期规划以林岳西站为终点站，所以2号线建设时没有作出换乘预留。而11号线车站设有分别连接至2号线和南海有轨电车1号线的换乘通道，但两者均需要随11号线车站进行建设，因此2号线和南海有轨电车1号线的林岳东站目前为两个独立车站，直至11号线建成开通后车站才会连通，成为三线换乘站。
11号线车站部分结构在2號線建設時已作出預留，11号线的站厅位于地下一层，地下二层为换乘层，站台位于地下三层。其中11号线站厅将分别设有通往2号线站厅以及南海有轨电车1号线车站的通道；2号线和11号线站台则通过换乘通道连接。另外车站西南象限将设有2号线和11号线的联络线；11号线站台南侧将设有一条存车线。
另外，南海有轨1号线亦有计划从本站起延伸3公里至广州南站，目前正在进行前期研究。一旦该计划落实并建成后，本站将改为有轨1号线的中途站。

### 未来有轨1号线楼层
| 地上三层 | 侧式站台          | 侧式站台                                 | 侧式站台 | 侧式站台 |
|          | 5 站台            | █南海有轨1号线 𧒽崗方向（下站：林岳西）  |          |          |
|          | 6 站台            | █南海有轨1号线 𧒽崗方向（下站：林岳西）  |          |          |
|          | 侧式站台          |                                          |          |          |
| 地上二层 | 南海有轨1号线站厅 | 售票機、客服中心、商店、警务室、安检设施 |          |          |
|          | 换乘通道          | 前往 █11号线 站厅                        |          |          |
| 地面     | 换乘通道          | 前往 █11号线 站厅                        |          |          |
|          |                   | 車站出入口                               |          |          |

### 未来2号线、11号线楼层
| 地面     | 2号线站厅       | 售票機、客服中心、商店、警务室、安检设施、車站出入口 通往换乘通道           |  |  |
| 地下一层 | 2 站台          | █2号线 西安方向（下站：林岳西）                                             |  |  |
|          | 岛式站台        |                                                                             |  |  |
|          | 1 站台          | █2号线 广州南站方向（下站：广州南站）                                       |  |  |
|          | 换乘通道        | 来往 █2号线 █11号线 两线站厅                                                |  |  |
|          | 11号线站厅      | 售票機、客服中心、商店、警务室、安检设施 经换乘通道前往 █南海有轨1号线 站厅 |  |  |
| 地下二层 | 缓冲平台 11号线 | 连接站厅和站台 车站设备区                                                   |  |  |
|          | 换乘通道        | 来往 █2号线 █11号线 两线站台                                                |  |  |
| 地下三层 | 3 站台          | █11号线 鹤洞东方向（下站：港口路）                                          |  |  |
|          | 岛式站台        |                                                                             |  |  |
|          | 4 站台          | █11号线 细滘方向（下站：陳村北）                                            |  |  |